# Robert III de Dreux
Pour les articles homonymes, voir Robert III et Robert de Dreux.
Robert III de Dreux, dit Gasteblé, né en 1185, mort le 3 mars 1234 à Braine, comte de Dreux et de Braine, seigneur de Bagneux-la-Fosse, fils de Robert II, comte de Dreux, et de Yolande de Coucy.

## Biographie
Durant sa jeunesse, au cours d'une chasse, il détruisit un champ de blé, ce qui lui valut le surnom de Gasteblé. La rareté de ce surnom laisse supposer que ce genre d'incident était plutôt rare, contrairement à une idée répandue.[réf. nécessaire]
En 1212, il combat avec son frère Pierre Mauclerc et sous les ordres de Louis VIII le Lion, fils de Philippe II Auguste contre les Anglais. Il défendit notamment la ville de Nantes, mais fut fait prisonnier au cours d'une sortie. Après la bataille de Bouvines, il fut échangé contre le comte de Salisbury. Il participa à la croisade des albigeois et assiégea Avignon en 1226. Après la mort de Louis VIII, il fut l'un des soutiens de la régente Blanche de Castille.
En 1229, il construit le château de Dannemarche à Dreux.
En 1234, il sera inhumé en la nécropole familiale de l'église abbatiale Saint-Yved de Braine.

## Mariage et enfants
Robert III de Dreux épousa en 1210 Aénor, dame de Saint-Valery-sur-Somme (1192 † 1250), fille de Thomas de Saint-Valery et d'Adèle de Ponthieu. De cette union est issu :
- Yolande (1212 † 1248), mariée en 1229 à Hugues IV de Bourgogne (1213 † 1272) ;
- Jean Ier (1215 † 1249), comte de Dreux ;
- Robert Ier (1217 † 1264), seigneur de Beu, vicomte de Châteaudun ;
- Antoinette (1228 † 1277), mariée en 1247 à Robert IV d'Ô ;
- Pierre (1220 † 1250), prêtre.